# Iváskófalva
Iváskófalva (ukránul: Івашковиця, oroszul: Ивашковица) falu Ukrajnában, Kárpátalján, a Huszti járásban.

## Fekvése
Munkácstól 23 km-re keletre fekszik, Hátmegtől 6 km-re északra van.

## Története
A falut 1612-ben alapította az Ivaskó család, akik ekkor kapták a területet beépítésre Mágocsi Ferenctől. A volt görögkatolikus Szent Mihály templom a 18. században épült. 1910-ben 348, túlnyomórészt ruszin lakosa volt. A trianoni békeszerződésig Bereg vármegye Felvidéki járásához tartozott. 
2020-ig Hátmeghez tartozott.

## Népesség
| 2001 | 348 |

Mintegy 500 ruszin lakosa van.